# Шанхайська кліка
«Шанхайська кліка» (кит. спр. 上海帮, піньїнь: Shànghǎi Bāng Піньїнь Shànghǎi Bāng) — неформальна назва групи посадових осіб Комуністичної партії Китаю, особливо, що є членами уряду Китайської Народної Республіки або ЦК КПК, які почали своє піднесення в Шанхаї в той час, коли його мером був Цзян Цземінь, який згодом став головою КНР. Китаїст Олександр Габуєв характеризував їх як «неформальне угруповання чиновників зі Східного Китаю, які висунулися в 1990-ті на керівні ролі в країні».
У 1990-х, коли Цзян Цземінь був генеральним секретарем КПК, у китайській політиці домінувала «шанхайська кліка», оскільки Цзян намагався поставити освічених ідеологічних послідовників на високі посади в уряді.
При Ху Цзіньтао «шанхайська кліка» врівноважувала фракцію Ху «Туаньпай» в уряді, а при Сі Цзіньпіні «шанхайська кліка» продовжує боротися з фракцією Сі, де обидві фракції намагаються отримати політичну перевагу за допомогою висування посадових осіб на провідні позиції.

## Члени
Серед впливових членів кліки - Цзян Цземінь, У Банго  Хуан Цзюй, Цзен Цінхун, Цзя Цінлінь, Чень Лян'юй, Чень Чжилі, Цзя Тін'ань. Також в шанхайську кліку входять Лі Чанчунь, Гуаньчжен, Лю Ці, Цзен Пейянь, Чжан Децзян, Чжоу Юнкан, Лю Юньшань, Хуей Лян'юй, Чжан Гаолі, Ян Сюн, Хань Чжен і Хуа Цзяньмінь.

## Історія
Вважалося, що на час свого звільнення з посади голови у квітні 2003 Цзян Цземінь ввів у керівництво КПК велику кількість своїх людей, що могло створити труднощі для Ху та Веня у проведенні свого курсу. Найкращим свідченням цього було 5-те пленарне засідання 16-го з'їзду ВСНП КПК, на якому спроби Ху Цзіньтао зробити деякі перестановки у політбюро було заблоковано «шанхайцями». Члени кліки також чинили опір макроекономічним реформам Вень Цзябао, спрямованим на «охолодження» «перегрітої» економіки Китаю.
Однак з відходом Цзяна з усіх керівних постів у партії та керівництві країни, всі нитки влади опинилися у Ху Цзіньтао в руках, і багато говорить про те, що ключові особи в шанхайській кліці переходять на його бік, посилюючи його позиції.
Низнення в 2006 глави Шанхайського міськкому Чень Лян'юя розглядалося як удар по кліці. Олександр Габуєв, посилаючись на делегатів 17 з'їзду, наводив їх твердження, що «самого Цзян Цземіня та членів його сім'ї не залучили за корупцію лише тому, що це кинуло б тінь на всю партію та загрожує виживанню нинішнього режиму».
Як зазначає журнал «Експерт», на XVII з'їзд КПК (2007) «так званий шанхайський клан Цзяна, ослаблений корупційним скандалом, який коштував місця та свободи колишньому секретареві міськкому міста Чень Ляньюю, проте зберігає вплив усередині партії».
У Посткомі Політбюро ЦК КПК 19-го скликання до представників фракції відносять Хань Чжена та Ван Хуніна. У Посткомі Політбюро ЦК КПК 18-го скликання їх представником (крім Чжан Децзяна) також називали Чжан Гаолі.